# Каш
Каш (тур. Kaş в перекладі на українську - брова) — місто і порт на середземноморському узбережжі Туреччини, центр однойменного району провінції Анталія. Розташований в одній з найпівденніших точок півострова Теке в Туреччині, за 180 км на південний захід від міста Анталія.

## Географія
Місто розташоване на схилах гір спускається до самого моря. Населення зайняте, в основному, обслуговуванням туристів, а також прибережних рибальством. Клімат типовий середземноморський: спекотне й сухе літо, м'яка і волога зима. В окрузі вирощуються апельсини, лимони та гранати, а також інші фрукти й овочі. Вершини навколишніх гір покриті оливковими гаями.
Для туристів побудовано безліч невеликих готелів, пансіонів, кафе та ресторанів. В окрузі багато приватних вілл, що належать німцям та англійцям.
Прибережні води вважаються одним з найпривабливіших місць для дайвінгу на середземноморському узбережжі Туреччини.
Навпроти бухти розташовується грецький острів Кастелорізо - відстань від порту до порту близько 7 км. У літній сезон між містами курсують кілька разів на тиждень туристичні катери.

## Історія

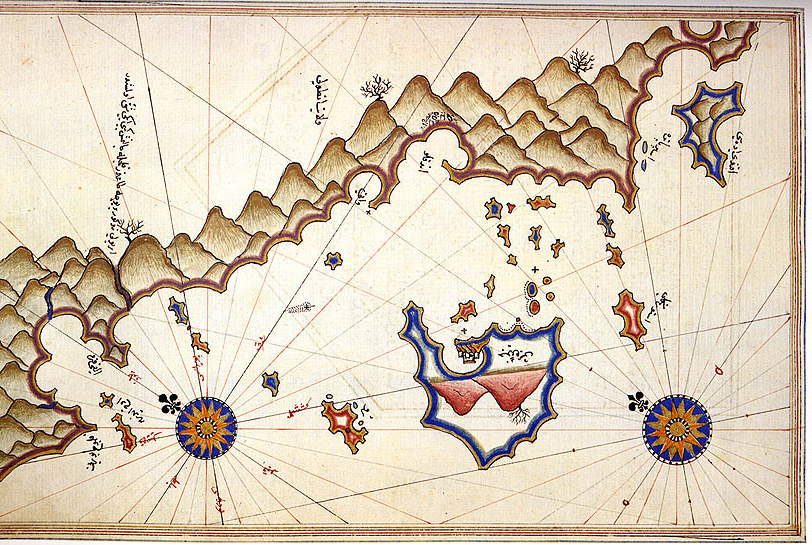
Каш і о. Кастелорізо на Карта Пірі Рейса

У IV ст до н. е. на місці нинішнього міста Каш був заснований порт Антіфеллос. Він був частиною античного міста Феллос. Антіфеллос - означало «навпроти Феллоса».
У давнину місто було одним з важливих торговельних центрів античної Лікії. Звідси на експорт відправлялася деревина із знаменитих кедрових лісів Лікії.
З 1852 по 1923 рр. на місці античного порту було, населене переважно греками, портове містечко Андифлі (Andifli).
Коли в 1923 році грецьке населення покинуло ці місця, місто отримало свою сучасну назву, що в перекладі з турецької означає - «брова», подібно до якої він огинає дугою невелику бухту.

## Населення
Згідно з переписом 2007 року в місті проживає 5.922 осчіб, а разом з оточуючими селами - 49.629 мешканців.

## Цікаві

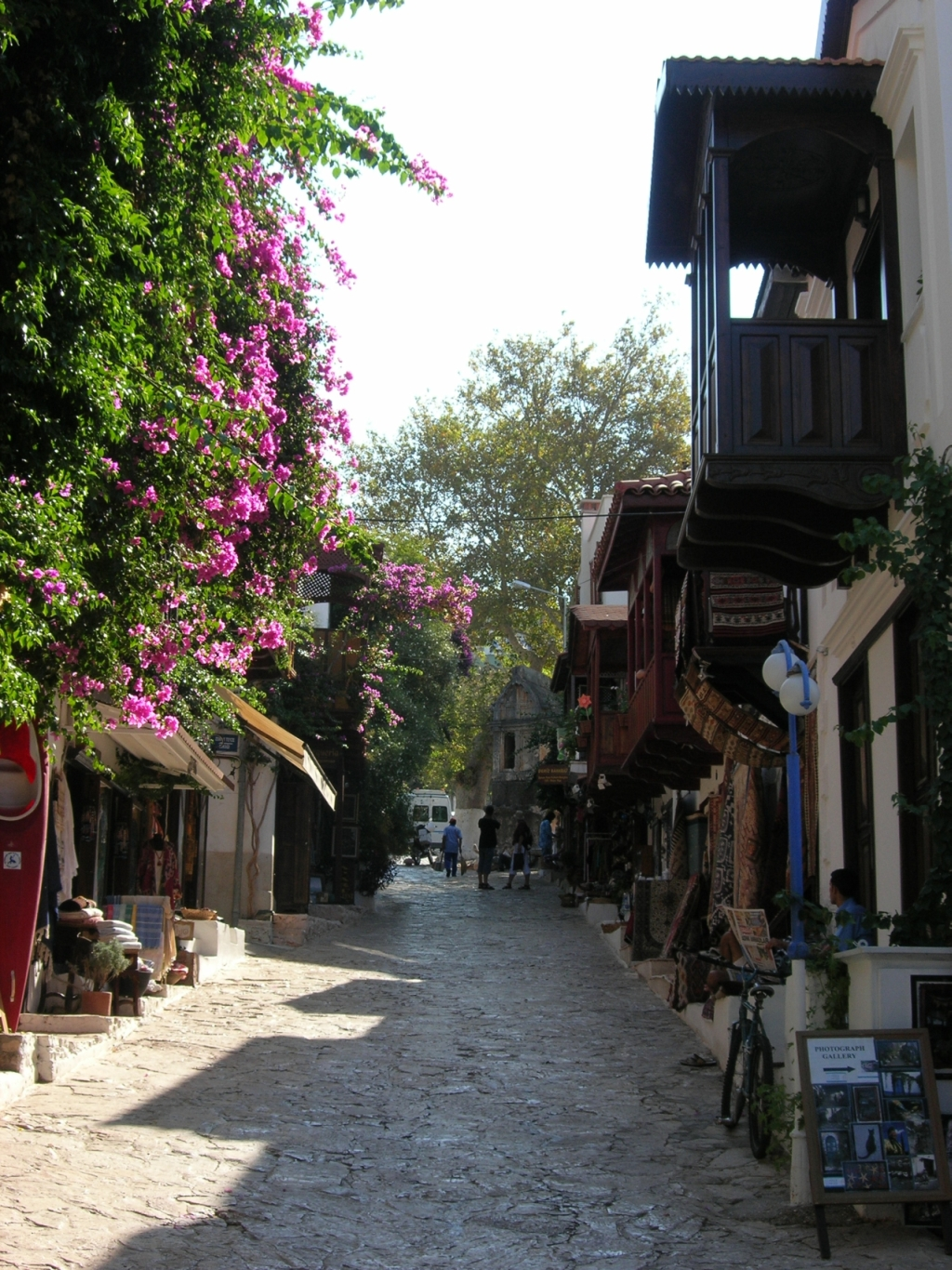
На вуличках Каша

Незважаючи на давню історію, у місті порівняно мало античних руїн. Збереглися залишки стародавнього храму (I ст. до н. е.) і маленького елліністичного театру на 3 000 глядачів, з 26 рядами глядацьких місць.
За 100 м вище по схилу над театром в скелю вбудована дорическая гробниця (IV ст. до н. е.), прикрашена зображеннями 21 танцівниці. Ще цікавіша гробниця - двоповерхова Лікійська гробниця Лева, знаходиться на протилежному кінці міста, у верхньому кінці забудованої бутиками й дорогими антикварними магазинами. Назву гробниці дали по чотирьом архітектурним рельєфним прикрасам, виконаним у формі левових голів.

## Міста-партнери
- Брюль